# 坂田直貴
坂田 直貴（さかた なおき、1983年12月17日 - ）は、日本の俳優。身長175cm。劇団プレステージの劇団員。アミューズ→フリー。

## 人物
- 特技はアクション、ダンス、コントラバス、野球、柔道。
- 劇団公演DVDの特典映像の制作や、Youtube企画の制作も担当している。
- Youtube企画内、『PreageBand』では作曲を担当した。
- 2020年4月15日から、同劇団員の髙頭祐樹と共に、「BAR秘密基地」という番組をYouTube上で配信。役者でありつつも、編集や撮影のスキルを日々伸長している。

## 出演

### 映画
- 恋空（2007年11月3日公開、東宝）
- ネガティブハッピー・チェーンソーエッヂ（2008年1月19日公開、日活） - D組の鳥越 役

### テレビ
単発ドラマ
- 今日は渋谷で6時（2008年1月5日、フジテレビ） - ナオキ 役
- あの日、僕らの命はトイレットペーパーよりも軽かった（2008年7月8日、日本テレビ）
- ヤング ブラック・ジャック（2011年4月23日、日本テレビ）
- フジテレビ開局60周年特別企画「砂の器」（2019年3月28日、フジテレビ）

連続ドラマ
- アストロ球団（2005年8月、テレビ朝日）
- 繋がれた明日（2006年3月4日 - 25日、NHK） - 斉藤卓也 役
- 相棒（2007年10月24日 - 2008年3月19日、テレビ朝日）
- the波乗りレストラン（2008年11月1日 - 9日、日本テレビ） - 警備員 役
- BOSS 第4話 - 久保直哉 役
- 婚外恋愛に似たもの（2018年7月、dTV）- 高梨 役
- 花にけだもの～Second Season～（2019年8月26日、フジテレビ）
- SUPER RICH 第10話（2021年12月16日、フジテレビ）
- この素晴らしき世界 第3話・第4話（2023年8月3日・8月10日、フジテレビ） - 中澤 役

### 舞台
- 2004年度付属俳優養成所研究生卒業公演『恋の骨折り損』（2005年2月4日 - 6日）
- 『少年陰陽師＜歌絵巻＞-この少年、晴明の後継につき-』（2007年10月4日 - 8日） - 安倍晴明 役
- 劇団プレステージ 第1回本公演「ペンシルビルWARS〜眠らぬ街のアツい日〜」（2010年10月23日 - 31日、千本桜ホール）
- 劇団プレステージ 第2回本公演「サイキックフライト！〜頑張る7人のエスパーとあと2、3人〜」（2011年4月28日 - 5月8日、千本桜ホール）
- 劇団プレステージ 第3回本公演「『ゼツボー荘』より愛を込めて」（2011年11月22日 - 12月6日、千本桜ホール）
- 劇団プレステージ 第4回本公演「Have a good time?」（2012年8月17日 - 9月2日、千本桜ホール）- 木村 役
- 劇団プレステージ 第5回本公演「ゴーストレイト」（2013年4月19日 - 29日、CBGKシブゲキ!!）
- 劇団プレステージ 第6回本公演「アウタースペース109」（2013年9月25日 - 10月6日、CBGKシブゲキ‼︎）
- 劇団プレステージ 第7回本公演「ボーンヘッド・ボーンヘッダー」（2014年4月18日 - 29日、CBGKシブゲキ‼︎）
- 劇団プレステージ 第8回本公演「ブラックパールが世界を動かす（再演）」（2014年8月20日 - 31日、CBGKシブゲキ‼︎） - ダスティン・ゴーダ・チャンドラー 役
- 劇団プレステージ 第9回本公演「WORLD'S ENDのGIRLFRIEND」（2015年2月8日 - 22日、CBGKシブゲキ‼︎） - 犬 役
- 劇団プレステージ 第10回本公演「Have a good time?（再演）」（2015年8月8日 - 9日、森ノ宮ピロティホール / 8月12日 - 23日、紀伊国屋サザンシアター） - 秀三 役
- 劇団プレステージ 番外公演「君のそばにいたいのに」（2016年2月12日 - 21日、CBGKシブゲキ‼）
- 劇団プレステージ 第11回本公演「リサウンド〜響奏曲〜」（2016年9月2日 - 18日、CBGKシブゲキ!!）- 大骨 役
- 劇団プレステージ 第12回本公演「URA! URA! Booost」（2017年8月16日 - 27日、紀伊国屋サザンシアター）
- 劇団プレステージ 第13回本公演「ディペンデントデイ〜7人の依存症〜」(2018年8月1日 - 12日、CBGKシブゲキ!!）- 川崎三郎 役
- 劇団プレステージ 第14回本公演「終わり to はじまり」(2018年12月12日 - 23日、CBGKシブゲキ!!) - ？？？ 役
- 劇団プレステージ 第15回本公演「大地からのレラ!」（2019年9月28日 - 10月6日、CBGKシブゲキ‼︎）- 監督、直蔵 役
- 劇団プレステージ 第16回本公演「浅草チャンバラ・メリーゴーランド」（2020年11月6日 - 10日、浅草花劇場） - 村上（マッシー） 役
- パフォーマンスユニットTWT vol.8「突撃！第九八独立普通科連隊」（2021年7月14日 - 18日、すみだパークシアター倉）[2]
- 劇団プレステージ 第17回本公演「Have a good time?（再々演）」（2022年3月2日 - 7日、シアター・アルファ東京）- 信也 役
- パフォーマンスユニットTWT vol.10「It's My LIFE 2022 強烈！花と嵐のミヤコパレス」（2022年8月3日 - 7日、テアトルBONBON）- 五味便助 役
- パフォーマンスユニットTWT vol.11「BEN-JO〜資格貧乏便助日誌〜」（2022年12月21日 - 25日、テアトルBONBON） - 五味便助 役
- 劇団プレステージ 第18回本公演「シナリオに映る半月」（2023年2月22日 - 26日、劇場MOMO）[3]
- パフォーマンスユニットTWT vol.12「SANADA XI」（2023年6月9日 - 18日、吉祥寺シアター）
- 劇団プレステージ 第19回本公演「チェリーの木の下で-DT-MAX-」（2023年10月19日 - 22日、コフレリオ新宿シアター） - 聞川 役
- 劇団プレステージ 第20回本公演「お気に召すかな？」（2024年8月22日 - 25日、駅前劇場）
- 劇団プレステージ 第21回本公演「ノロとゴン」（2025年4月24日 - 29日、シアター711）
- 劇団プレステージ 第22回本公演「シニタイ ウィズ ヴァンパイア」（2025年8月13日 - 17日〈予定〉、浅草九劇）[4]

### CM
- au（2006年）
- リクルート『フロム・エー』（2006年）

## 作品
- 「鬼ごっこ」（第八次米子映画事変 第8回3分映画宴ノミネート、2018年）− 監督、脚本[5]
- 「喫茶プレリュード」（2019年、YouTube）− 監督、脚本[6]